# ヴィルヌーヴ＝ラ＝ガレンヌ
ヴィルヌーヴ＝ラ＝ガレンヌ （Villeneuve-la-Garenne）は、フランス、イル＝ド＝フランス地域圏、オー＝ド＝セーヌ県のコミューン。

## 地理

ヴィルヌーヴ＝ラ＝ガレンヌの位置

ヴィルヌーヴ＝ラ＝ガレンヌは県最北東部に位置し、セーヌ川左岸と接する。川の対岸はセーヌ＝サン＝ドニ県のリル＝サン＝ドニである。

## 歴史

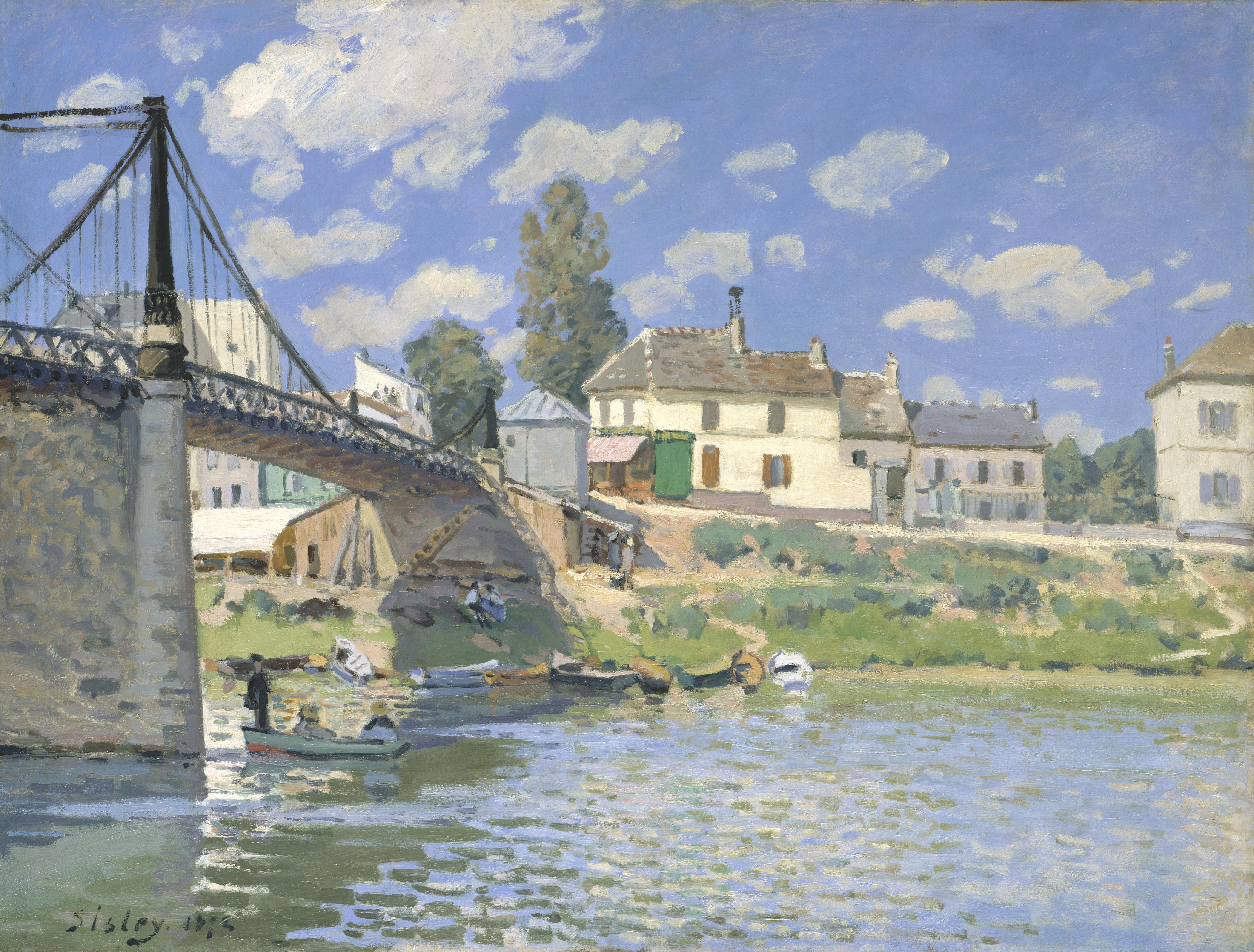
『ヴィルヌーヴ＝ラ＝ガレンヌの橋』、アルフレッド・シスレー

もともとはラ・ガレンヌと呼ばれる漁村で、セーヌ川沿いに1kmほど沿っていた。川を挟み対岸のリル＝サン＝ドニと橋で結ばれていた。1844年からジュヌヴィリエに含まれていたこの地域の発展は急速で、2本の吊り橋が架けられた。そのうち1つは町の中心部、ジュヌヴィリエ通り（現在のヴェルダン通り）から伸びており、マルク・セガンが設計したものだった。パリとサン＝ドニが北部鉄道でつながった頃から、ヴィルヌーヴの町が形成され始めた。しかし住民は入市税納入所（Octori）として橋を渡った。この吊り橋は20世紀初頭まで残り、アルフレッド・シスレーの作品の題材ともなった。普仏戦争の際にはヴィルヌーヴに駐屯地が置かれたが、この小さな砦が完成することはなかった。
1903年、幅の広い新しい橋が架けられた。この近代化が集落の発展に貢献した。
ボート遊び、ギャンゲット、カフェ、レストラン、バーができ、1920年にはおよそ30を数えた。集落の住宅は主として波止場に沿って集中していた。ジュヌヴィリエ通りには素晴らしい家が立ち並んだ。1910年のセーヌ川洪水では被害を受けた。
第一次世界大戦後、川沿いの集落は自治権を求めた。ジュヌヴィリエの中心から遠く不便であったからである。

## 交通
A86とA15が近い。セーヌ川がコミューンの東側境となっている。鉄道の最寄り駅はRER C線のジュヌヴィリエ駅、RER D線のサン＝ドニ駅である。地下鉄の最寄り駅パリメトロ13号線のアニエール＝ジュヌヴィリエ＝レ・クルティーユ駅にはトラムが延長される。

## 姉妹都市
- ホーフ、ドイツ

## 出身者
- ロマン・アブラン - サッカー選手
- エディ・ニャオレ - サッカー選手